# Preußens Gloria
Preußens Gloria è una marcia musicale composta nel 1871 da Johann Gottfried Piefke dopo la vittoria del Regno di Prussia nella guerra franco-prussiana, che portò all'unificazione degli stati tedeschi nel nuovo Impero tedesco. La marcia fu eseguita per la prima volta in pubblico a Francoforte sull'Oder, dove lavorava Piefke, per accogliere i soldati prussiani di ritorno. In seguito fu eseguita solo in occasioni importanti. Nel 1909 il maestro Theodor Grawert rielaborò la melodia che fu inclusa nel libretto delle marce dell'esercito prussiano.
Preußens Gloria è diventata una delle marce tedesche più conosciute e una delle più suonate dall'esercito tedesco. Viene eseguita come marcia militare anche in Regno Unito, Cile, Irlanda e Svezia.

## Curiosità
La marcia è utilizzata nel documentario britannico World at War, nel 3º episodio, quando i tedeschi entrano nella Parigi occupata.